# Communauté de communes Pévèle Carembault
La communauté de communes Pévèle Carembault  est une communauté de communes française, située dans le département du Nord et la région Hauts-de-France, dans les arrondissements de Douai et de Lille.

## Historique
La création de l'intercommunalité a été précédée par la création du Pays Pévélois en septembre 2006, suivie de l'adoption de sa charte en juillet 2008, qui a été approuvée par le préfet en 2008. Toutefois, en 2013, la  communauté de communes rurales de la Vallée de la Scarpe quitte la structure, qui est par contre rejointe par la communauté de communes du Sud Pévélois, préfigurant ainsi la composition de la future CCPC.   
Conformément aux prescriptions de la loi de réforme des collectivités territoriales du 16 décembre 2010, qui a prévu le renforcement et la simplification des intercommunalités et la constitution de structures intercommunales de grande taille, le préfet du Nord a confirmé le 20 janvier 2013 la fusion de la communauté de communes Cœur de Pévèle, la communauté de communes du Sud Pévélois, la communauté de communes du Pays de Pévèle, la communauté de communes Espace en Pévèle et la communauté de communes du Carembault, avec la commune de Pont-à-Marcq qui n'était membre d'aucune intercommunalité.
Au cours de l'été 2013, les conseils municipaux des différentes communes concernées ont choisi le nom de « communauté de communes Pévèle Carembault » (CCPC)  et l'installation du siège en mairie de Pont-à-Marcq.

## Le territoire communautaire

### Géographie
La Communauté de communes Pévèle Carembault constitue un territoire rural, entouré de grandes agglomérations, composé de la Pévèle et du Carembault, dans le département du Nord.
Elle est située au sud de Lille.
Cette intercommunalité jouxte celles d'Hénin-Carvin à l'ouest, du Douaisis agglo et Cœur d'Ostrevent au sud, de la Porte du Hainaut à l'est et de la Métropole européenne de Lille au nord.

### Composition
La communauté de communes est composée des 38 communes suivantes :

| Nom                   | Code Insee | Gentilé        | Superficie (km2) | Population (dernière pop. légale) | Densité (hab./km2) |
| --------------------- | ---------- | -------------- | ---------------- | --------------------------------- | ------------------ |
| Pont-à-Marcq (siège)  | 59466      | Pontamarcquois | 2,22             | 3 054 (2022)                      | 1 376              |
| Aix-en-Pévèle         | 59004      | Aixois         | 6,55             | 1 348 (2022)                      | 206                |
| Attiches              | 59022      | Attichois      | 6,68             | 2 241 (2022)                      | 335                |
| Auchy-lez-Orchies     | 59029      | Alcyaquois     | 7,79             | 1 542 (2022)                      | 198                |
| Avelin                | 59034      | Avelinois      | 13,76            | 2 575 (2022)                      | 187                |
| Bachy                 | 59042      | Bachynois      | 6,41             | 1 890 (2022)                      | 295                |
| Bersée                | 59071      | Berséens       | 10,93            | 2 289 (2022)                      | 209                |
| Beuvry-la-Forêt       | 59080      | Beuvrygeois    | 12,52            | 2 852 (2022)                      | 228                |
| Bourghelles           | 59096      | Bourghellois   | 6,55             | 1 678 (2022)                      | 256                |
| Bouvignies            | 59105      | Bouvigniens    | 8,7              | 1 564 (2022)                      | 180                |
| Camphin-en-Carembault | 59123      | Camphinois     | 7,39             | 1 725 (2022)                      | 233                |
| Camphin-en-Pévèle     | 59124      | Camphinois     | 6,45             | 2 506 (2022)                      | 389                |
| Cappelle-en-Pévèle    | 59129      | Cappellois     | 8,11             | 2 259 (2022)                      | 279                |
| Chemy                 | 59145      | Chemynois      | 3,48             | 773 (2022)                        | 222                |
| Cobrieux              | 59150      | Coberlois      | 2,84             | 553 (2022)                        | 195                |
| Coutiches             | 59158      | Coutichois     | 16,34            | 3 341 (2022)                      | 204                |
| Cysoing               | 59168      | Cysoniens      | 13,62            | 4 717 (2022)                      | 346                |
| Ennevelin             | 59197      | Ennevelinois   | 9,92             | 2 417 (2022)                      | 244                |
| Genech                | 59258      | Genechois      | 7,46             | 2 811 (2022)                      | 377                |
| Gondecourt            | 59266      | Gondecourtois  | 8,22             | 4 099 (2022)                      | 499                |
| Herrin                | 59304      | Herrinnois     | 2,17             | 426 (2022)                        | 196                |
| Landas                | 59330      | Landasiens     | 11,95            | 2 482 (2022)                      | 208                |
| Louvil                | 59364      | Louvillois     | 2,5              | 902 (2022)                        | 361                |
| Mérignies             | 59398      | Mérignisiens   | 8,61             | 3 476 (2022)                      | 404                |
| Moncheaux             | 59408      | Monchelois     | 4,97             | 1 683 (2022)                      | 339                |
| Mons-en-Pévèle        | 59411      | Pévèlois       | 12,37            | 2 077 (2022)                      | 168                |
| Mouchin               | 59419      | Mouchinois     | 9,19             | 1 466 (2022)                      | 160                |
| La Neuville           | 59427      | Neuvillois     | 3,95             | 606 (2022)                        | 153                |
| Nomain                | 59435      | Nomainois      | 19,11            | 2 618 (2022)                      | 137                |
| Orchies               | 59449      | Orchésiens     | 10,92            | 8 390 (2022)                      | 768                |
| Ostricourt            | 59452      | Ostricourtois  | 7,6              | 6 014 (2022)                      | 791                |
| Phalempin             | 59462      | Phalempinois   | 7,93             | 4 863 (2022)                      | 613                |
| Saméon                | 59551      | Saméonniens    | 8,82             | 1 722 (2022)                      | 195                |
| Templeuve-en-Pévèle   | 59586      | Templeuvois    | 15,84            | 6 979 (2022)                      | 441                |
| Thumeries             | 59592      | Thumerisiens   | 7,03             | 4 102 (2022)                      | 583                |
| Tourmignies           | 59600      | Tourmignisiens | 2,03             | 950 (2022)                        | 468                |
| Wahagnies             | 59630      | Wahagnisiens   | 5,69             | 2 596 (2022)                      | 456                |
| Wannehain             | 59638      | Wannehainois   | 3,71             | 1 332 (2022)                      | 359                |

### Démographie
| 1968   | 1975   | 1982   | 1990   | 1999   | 2006   | 2011   | 2016   | 2022   |
| ------ | ------ | ------ | ------ | ------ | ------ | ------ | ------ | ------ |
| 63 993 | 68 489 | 73 043 | 79 003 | 84 135 | 87 644 | 90 854 | 94 663 | 98 918 |

## Administration

### Siège
Le siège de la communauté est en mairie de Pont-à-Marcq.

### Élus
La communauté est administrée  de 2014 à 2018 par un conseil communautaire constitué de 59 délégués représentant chacune des communes membres : 6 pour Orchies, 4 pour Cysoing, Ostricourt, Phalempin et Templeuve, 3 pour Gondecourt et Thumeries, et 1 pour 31 autres communes). Toutefois, à la suite des élections municipales partielles de Beuvry-la-Forêt de 2018, la composition du conseil communautaire doit respecter les nouvelles dispositions légales, et ne comprendra plus que 52 membres.
À la suite des élections municipales de 2014 dans le Nord, le conseil communautaire du 14 avril 2014 a réélu son président, Jean-Luc Detavernier, maire d'Aix, ainsi que ses 10 vice-présidents. Le bureau communautaire  de la mandature 2014-2020 était constitué de ceux-ci et de  huit autres membres.
Toutefois, à la suite d'une crise intervenue dès l'automne 2014, marquée, selon certains, par le non-respect des accords de gouvernance prévus entre un président de droite et des vice-présidents de gauche,, et dans le cadre des débats sur le départ des communes d'Orchies et de Beuvry-la-Forêt de l'intercommunalité qui souhaitent rejoindre la communauté de communes Cœur d'Ostrevent,,,, les délégations du 1er vice-président de Ludovic Rohart, adjoint au maire d'Orchies lui a été retirée par le président Detavernier le 22 juin 2015, le premier vice-président, Ludovic Rohart, a été démis de ses fonctions lors du conseil communautaire du 29 juin 2015,.
Il a été remplacé par Joëlle Dupriez, première maire-adjointe de Templeuve lors du conseil communautaire de juin 2016, et le bureau porté de 19 à 41 membres, pour permettre à chaque commune d'y être représentée, généralement par son maire. 
Pour la fin de la mandature 2014-2020, les vice-présidents sont : 
1. Bernard Cortequisse, conseiller municipal de La Neuville, chargé du développement économique, du monde agricole et parcs d'activités ;
2. Éric Momont, maire de Mons-en-Pévèle, chargé des ressources humaines, des moyens et des biens ;
3. Luc Foutry, maire d'Attiches, chargé de l'aménagement du territoire, de l'habitat, de l'urbanisme et de la mobilité ;
4. Bernard Chocraux, maire de Cappelle-en-Pévèle, chargé de l'environnement et du développement durable ;
5. Benjamin Dumortier, maire de Cysoing, chargé de la culture, des équipements culturels et des associations ;
6. Nadège Bourghelle-Kos, maire-adjointe de Thumeries, chargée des services à la personne ;
7. Jean-Michel Delerive, maire-adjoint d'Ostricourt, chargé du tourisme, du sport et des équipements sportifs ;
8. Sylvain Clement, maire-adjoint de Pont-à-Marcq, chargé de l'action envers la jeunesse ;
9. Yannick Lassalle, maire de Nomain, chargé des technologies de l'information, de l’économie numérique et du haut débit.
10. Joëlle Dupriez, maire-adjointe de Templeuve-en-Pévèle, chargée de la mutualisation et des groupements de commande

En 2020, un nouveau conseil communautaire est installé à la suite des élections municipales décalées en juin 2020 en raison de la COVID-19. Luc Foutry, Maire d'Attiches remporte l'élection face à Ludovic Rohart, Maire d'Orchies, et devient président de la communauté de communes Pévèle Carembault le mardi 7 juillet 2020.
Les vice-présidents sont :
1. Marie Cieters, adjointe au maire de Phalempin, vice-présidente chargée des moyens de déplacement, de la mobilité et des transports
2. Bernard Chocraux, maire de Cappelle-en-Pévèle, vice-président chargé de l’environnement, de la biodiversité et de la politique de l’eau
3. Michel Dupont, maire d’Ennevelin, vice-président chargé des finances et des ressources humaines
4. Yves Lefebvre, maire de Saméon, vice-président chargé des bâtiments intercommunaux, de la voirie intercommunale et de l’éclairage public
5. Joëlle Dupriez, adjointe au maire de Templeuve, vice-présidente chargée de la culture
6. Bruno Rusinek, maire d’Ostricourt, vice-président chargé de la collecte et du traitement des déchets, de la politique zéro déchet et du plan climat (PCAET)
7. Arnaud Hottin, maire de Bersée, vice-président chargé du développement économique, de l’agriculture et de l’alimentation
8. Benjamin Dumortier, maire de Cysoing, vice-président chargé de l’aménagement du territoire, du SCOT et du PLUI
9. Nadège Bourghelle-Kos, maire de Thumeries, vice-présidente chargée de la famille, des centres de loisirs et des services à la personne
10. Sylvain Clément, maire de Pont-à-Marcq, vice-président chargé de l’animation, de la cohésion du territoire et de la communication
11. Bernadette Sion, maire de Chemy, vice-présidente chargée de la mutualisation et du service instruction du droit des sols (ADS)
12. Jean-Louis Dauchy, maire de Landas, vice-président chargée des sports et du tourisme

### Liste des présidents
| Période      | Période      | Identité             | Étiquette | Qualité |
| ------------ | ------------ | -------------------- | --------- | --- |
| Janvier 2014 | Juillet 2020 | Jean-Luc Detavernier | DVD       | Maire d'Aix-en-Pévèle (1989 → 2020), Conseiller général puis départemental d'Orchies (1994 →) Président de l'ex-CC Espace en Pévèle Réélu pour le mandat 2014-2020 |
| Juillet 2020 | En cours     | Luc Foutry           | DVD       | Maire d'Attiches Conseiller régional Hauts-de-France |

### Compétences
La communauté exerce des compétences qui lui ont été transférées par les communes membres, dans les conditions déterminées par le code général des collectivités territoriales, et qui ont été déterminées – à l'unanimité, moins une abstention – par le conseil communautaire du 21 mars 2015 et ratifiées par 35 des 38 communes, représentant 92,1 % de la population de l'intercommunalité. Ces compétences sont intégrés dans les statuts de la communauté, approuvés par un arrêté préfectoral du 31 décembre 2015, sont : 
- Aménagement de l’espace (schéma de cohérence territoriale (SCOT), zones d'aménagement concerté (ZAC) reconnues d'intéret communautaire ;
- Développement économique (zones d'activité, accompagnement à la création et au développement des entreprises), politique locale du commerce et soutien aux activités commerciales d’intérêt communautaire, immobilier d’entreprises, actions en faveur de l’emploi, Promotion du tourisme, dont la création d’offices de tourisme ;
- Gestion des milieux aquatiques et prévention des inondations (Gemapi) ;
- Aires d’accueil des gens du voyage ;
- Protection et mise en valeur de l’environnement : collecte et traitement des déchets ménagers et déchets assimilés, assainissement collectif,  non collectif et eaux pluviales, actions de sensibilisation à l’environnement d’intérêt communautaire, actions de requalification paysagères et de préservation de la biodiversité d’intérêt communautaire, plan climat énergie territorial (PCET)
- Politique du logement et du cadre de vie (l’accompagnement financier de projet de logements pour jeunes ménage et logements groupés pour les personnes âgées ;
- Politique de la ville ;
- Voirie reconnues d'intérêt communautaire (à l’exception du nettoyage, balayage, déneigement, de la signalisation et des opérations de police) ;
- Équipements culturels et sportifs d’intérêt communautaire et d’équipement de l’enseignement élémentaire d’intérêt communautaire, soutien d’acteurs contribuant au rayonnement et à l’animation du territoire ;
- Action sociale d’intérêt communautaire : réseau des médiathèques, interventions musicales dans les écoles du territoire, soutien à l’enseignement musical en dehors des périodes scolaires, animation jeunesse, portage de repas à domicile en liaison froide aux personnes âgées, relais d’assistantes maternelles (RAM), suivi des allocataires du RSA ;
- Réseaux de communications électroniques ;
- Transport et mobilité ;
- Exercice du pouvoir concédant en matière de distribution publique d’électricité.

### Régime fiscal
La communauté de communes est un établissement public de coopération intercommunale à fiscalité propre.
Afin de financer l'exercice de ses compétences, elle est financée par des impôts prélevés sur les ménages (taxe d'habitation, taxes foncières) ainsi que par la cotisation foncières des entreprises (CFE) et la taxe d'enlèvement des ordures ménagères.

### Conseil de développement
Conformément aux dispositions légalesle président de la CCPC a convié 59 citoyens de la l'intercommunalité le 14 janvier 2016,  afin de leur présenter le projet de création d'un conseil de développement, chargé de donner un avis sur une question posée par le conseil communautaire ou le président, ou de leur faire des propositions sur des projets d'actions ou d'orientations.
Elles ont intégré ce conseil avec pour président Gérard Verrier (2016-2017).
En mars 2018, Eric Manouvrier a succédé à Gérard Verrier à la tête du conseil de développement à l'occasion de son renouvellement intervenu au début de 2018.  
En février 2021, le conseil de développement est renouvelé en grande partie. Sur proposition du Président Luc Foutry, les nouveaux membres du conseil de développement ont été désignés par le conseil communautaire. Les membres sortants du conseil de développement volontaires pour à nouveau siéger ont été désignés. Les autres membres ont été choisis après un appel à volontaire parmi les citoyens. 
Didier Dumont, directeur général de l'entreprise Dumont Energies est désigné président du conseil de développement. 

## Projets et réalisations

### Projet de territoire
La communauté a adopté  le 6 juillet 2017 son projet de territoire, approuvé par la majorité des maires et leurs représentants. Ce projet est organisé autour de 5 axes structurants  : 
- un territoire connecté : établissement et exploitation des réseaux de communication électroniques / développement des usages numériques / actions d’intérêt communautaire permettant d'améliorer les conditions de mobilité et de transport à l'intérieur du territoire et les connexions avec les territoires voisins.
- une campagne vivante : équipements sportifs et culturels d’intérêt communautaire / réseau des médiathèques / soutien à l'enseignement musical / tourisme / actions culturelles d’intérêt communautaire
- un territoire en transition écologique : aménagement de l'espace / collecte et traitement des déchets / assainissement collectif et non collectif / GEMAPI / protection et mise en valeur de l'environnement / soutien aux actions de maîtrise de la demande d'énergie / politique de la ville / gens du voyage
- un territoire familial : politique du logement / animation-jeunesse / bien vieillir / réseau petite enfance
- une terre d'entrepreneurs : actions de développement économique / emploi et suivi des allocataires du RSA.

### Équipements culturels et sportifs d'intérêt communautaire
Le Pacbo (salle de spectacles), la piscine d'Orchies, les cinémas de Templeuve et de Thumeries et la Contact FM Pévèle Arena à Orchies, le dojo communautaire de Nomain, les salles multisport d'Aix-en-Pévèle et de Coutiches, le Petit Théâtre de Templeuve. On y trouve également l'association des Rencontres Culturelles en Pévèle-Carembault qui participe à l'organisation de la vie culturelle dans la CCPC. 

### Parcs d'Activités
- Innova Park à Cysoing
- Zone de la Carrière Dorée à Orchies
- Zone de l'Europe à Orchies
- Zone des Houssières à Beuvry-la-Forêt
- Parc de la Croisette à Cappelle-en-Pévèle/Templeuve
- Zone d'activités à Coutiches
- Parc de la Broye à Ennevelin
- Parc de la Planque à Ennevelin et à Pont-à-Marcq
- Parc de Maraiche à Wannehain
- Parc du Pont d'Or à Bachy